# Islas Tiuleni
El archipiélago de Tiuleni o islas Tiuleni (en ruso: Тюленьи острова) también escrito como Tyuleniy o Araldary Tüledi es un grupo de islas en el noreste del mar Caspio, al oeste de la península de Mangyshlak y a unos 13 km al noroeste de la península Tupkaragan, 27 km al norte de Bautino. Posee una superficie de 130 km² con una vegetación semi-desértica, la mayor de ellas Kulaly posee 68 km².
Administrativamente el archipiélago Tiuleni pertenece a la Provincia Mangystau de Kazajistán.

## Islas integrantes
- Isla Kulaly[1] (Kulaly-Aral)
- Isla Morskoy (Morskoy Aral)
- Isla Rybachy (antes Ostrov Svyatoy)
- Isla Podgornyy[2]
- Isla Novyy